# Гиббон, Майк
Джон Майкл Гиббон (род. 27 января 1942, Фалмер, Бакингемшир) - английский телевизионный продюсер и телережиссёр.

## Биография
Джон Майкл Гиббон организовал и возглавил телевизионное подразделение мыльных опер BBC EastEnders. Он начал руководить программой в 1985 году и начал продюсировать программу в 1988 году. Он стал новым продюсером шоу после ухода создателя шоу и продюсера Джулии Смит. Из-за личного конфликта с главой сериала Питером Крегином его заменил Майкл Фергюсон. Сообщалось, что Гиббон неоднократно «призывал к убийству» по крайней мере десяти давних персонажей в попытке поднять рейтинг. По словам писателя Дэвида Яллопа, актёрские способности были ключевым фактором при принятии решения, кого из актеров «убить». Списки составов были отмечены черными звездочками, что означало смерть персонажа. В одном из написанных сюжетов персонажи погибали в результате террористического акта бомбистов, принадлежавших к ИРА. Однако, эти сюжеты так и не были реализованы, поскольку Гиббон был понижен в должности, а затем ушёл из сериала.
Вместе с Дэвидом Яллопом он разработал и адаптировал серию книг Герберта Дженкинса о Биндле.

## Личная жизнь
Гиббон женился на Мойе Маккарти в июле 1976 года, и у них есть дочь Софи.

## Фильмография
- Новый Скотланд-Ярд (1972) — директор
- Хелен: Современная женщина (1973) — режиссёр
- Толстые как воры (1974) — режиссёр
- В этих стенах (1974) — режиссёр
- Интимные незнакомцы (1974) — режиссёр
- Emmerdale Farm — директор
- Отчет Брэка (1982) — режиссёр
- Авиакомпания — директор
- Ярмарочный город (1988) — режиссёр
- EastEnders (1988-89) — продюсер
- Город богатых — исполнительный продюсер
- Журнал Ковчега — продюсер
- Остаётся увидеть[англ.]
- Лига против Рождества